# Kaare Dybvad

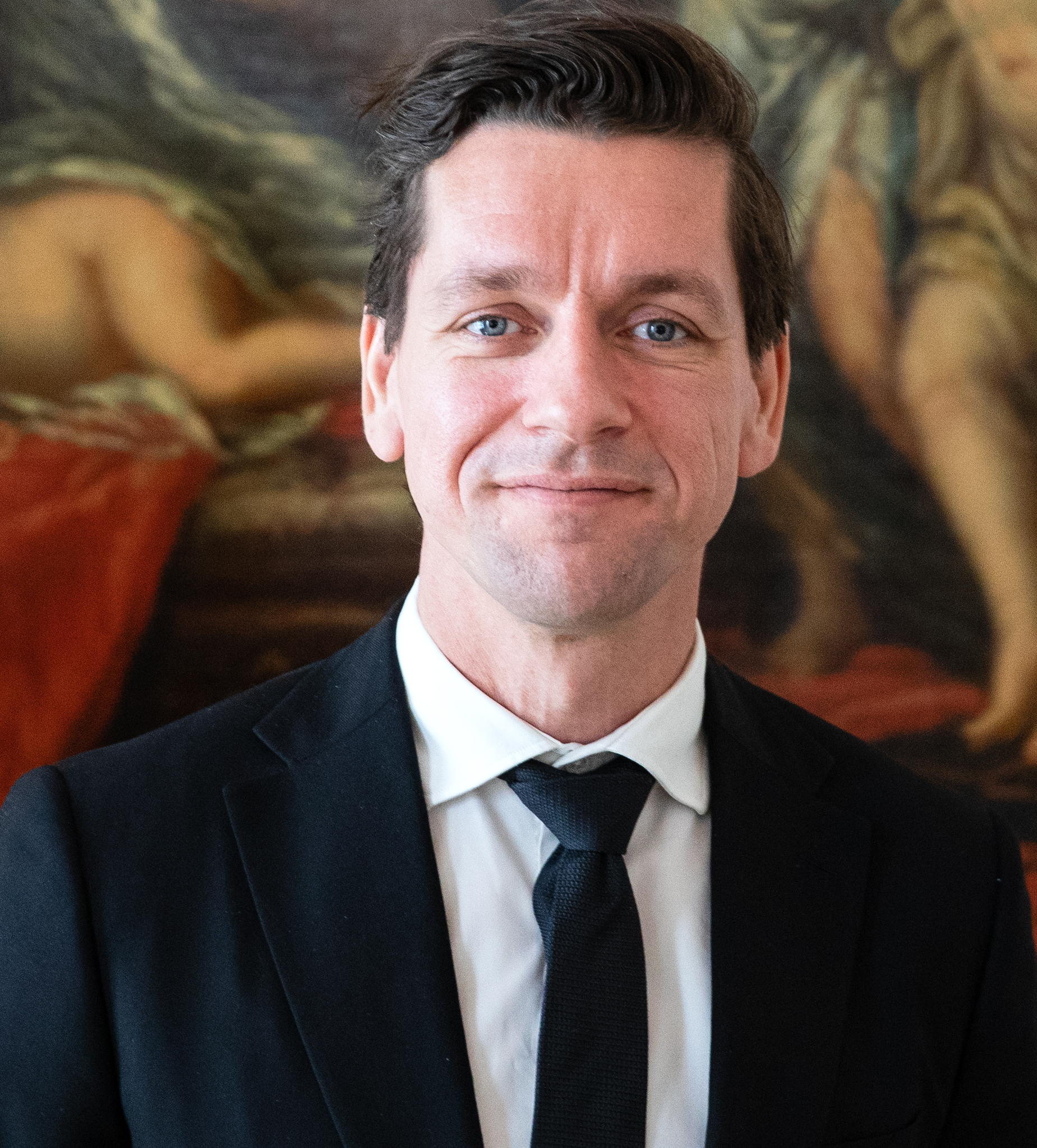
Kaare Dybvad, 2023

Kaare Dybvad Bek (* 5. August 1984 in Holbæk) ist ein dänischer Politiker der Socialdemokraterne. Von Juni 2019 bis Januar 2021 war er der Wohnungsminister Dänemarks und anschließend bis Mai 2022 der Innen- und Wohnungsminister seines Landes. Seit Mai 2022 ist er Minister für Ausländer und Integration.

## Leben
Dybvad studierte bis 2012 Geografie und Geoinformatik an der Universität Kopenhagen. Zwischen 2006 und 2008 arbeitete er als studentischer Mitarbeiter beim sozialdemokratischen Politiker Magnus Heunicke. In dieser Zeit war er auch Vorsitzender der Jugendorganisation Danmarks Socialdemokratiske Ungdom in der Region Sjælland. Bereits von 2003 bis 2004 war er deren Vorsitzender in Westsjælland. Nach dem Abschluss seines Studiums begann er als Projektleiter bei Væksthus Sjælland zu arbeiten.
Bei der Parlamentswahl 2015 zog er erstmals in das dänische Nationalparlament Folketing ein. Er vertritt dort seitdem Sjælland. Am 27. Juni 2019 wurde er zum Wohnungsminister in der Regierung Frederiksen I ernannt. Am 21. Januar 2021 wurde er nach einem Umbau des Kabinetts Minister für Inneres und Wohnungen. Am 2. Mai 2022 wurde er als Nachfolger von Mattias Tesfaye zum Minister für Ausländer und Integration ernannt. Sein Amt behielt er in der am 15. Dezember 2022 gebildeten Regierung Frederiksen II bei.